# No quarter (canción)
No Quarter es una canción de Led Zeppelin que aparece en su álbum de 1973 Houses of the Holy. Fue escrita por John Paul Jones, Jimmy Page y Robert Plant. La canción se convirtió en una pieza central de todos los conciertos de Led Zeppelin desde que salió, hasta su tour final. Aparece tanto en la película como en su álbum en vivo de "The Song Remains the Same", publicado en 1976. Aparece una vez más en 1994 con el álbum de Page and Plant No Quarter: Jimmy Page and Robert Plant Unledded. Además aparece en el álbum en vivo de Led Zeppelin en 2012 Celebration Day (película), el cual fue grabado en su reunión de 2007 en la O2 Arena de Londres.

## Título
El título se deriva de la práctica militar de no mostrar piedad a un oponente vencido y del acto valiente de no pedir piedad cuando es vencido. Este tema está capturado en varias de las letras de la canción.

## Grabación
"No Quarter" se grabó en 1972 en Island Studios, Londres. Fue diseñado por Andy Johns y también mezclado por él en Olympic Studios, Londres. La versión que llegó al álbum evolucionó a partir de una versión más rápida que Led Zeppelin había grabado anteriormente en Headley Grange, una vieja mansión en el este de Hampshire, Inglaterra. Jimmy Page aplicó velocidad variable para dejar caer toda la canción en un semitono, con el fin de darle un tono más denso e intenso. Además del cambio de tono, la versión del álbum presentaba una pista de guitarra muy comprimida, dándole un tono exclusivo de Led Zeppelin. El efecto de solo de guitarra se logró mediante inyección y compresión directas.
El productor discográfico Rick Rubin ha comentado sobre la estructura de la canción: "Se necesita tanta confianza para poder estar realmente tranquilo y relajado durante tanto tiempo. [Led] Zeppelin cambió por completo la forma en que vemos lo que puede ser la música popular"."

## Recepción
En una revisión contemporánea de Houses of the Holy, Gordon Fletcher de Rolling Stone dio a "No Quarter" una crítica negativa, calificando la pista, junto con "The Rain Song", como "nada más que vehículos prolongados para la exhibición posterior del uso inconsciente de Jones del mellotron y el sintetizador "."

## Versiones en vivo
A partir de 1973, "No Quarter" se convirtió en una pieza central en los conciertos de Led Zeppelin, y se tocó en prácticamente todos los espectáculos que realizó la banda hasta 1980 (finalmente fue descartado en su gira final "Over Europe" en ese año).
Durante las presentaciones en vivo, John Paul Jones improvisaba con frecuencia en teclados e interpretaba partes de Música clásica. En la novena gira norteamericana de la banda en 1973, las interpretaciones de la canción duraron el doble de la versión de estudio. En las giras de conciertos de Led Zeppelin desde 1975 en adelante, Jones también tocaba un breve concierto para piano (en un piano de cola Steinway B-211) convirtiendo frecuentemente la canción de siete minutos en una interpretación de más de veinte y, a veces, incluso de treinta a treinta y cinco minutos, en un puñado de casos. Page y John Bonham siempre se unían a él más tarde en la canción. Le gustaba especialmente interpretar piezas de Rajmáninov, pero a veces incluía el Concierto de Aranjuez y "Amazing Grace" de Joaquín Rodrigo como parte de un medley extendido.
En la película del concierto de Led Zeppelin The Song Remains the Same, "No Quarter" era la música temática detrás de la secuencia de fantasía personal de Jones, en la que interpretaba a un inquietante jinete enmascarado o salteador de caminos que deambulaba por los cementerios. Jimmy Page también usó un segmento corto de theremin como un efecto de sonido adicional mientras tocaba la canción en vivo, como también se puede ver en la película.
Page & Plant grabaron una versión de la canción en 1994, sin Jones, lanzada en su álbum No Quarter: Jimmy Page and Robert Plant Unledded. Robert Plant tocó una versión radicalmente diferente de la canción como número de apertura en su gira en solitario en 2005, como se incluye en el lanzamiento del DVD Soundstage: Robert Plant and the Strange Sensation. "No Quarter" también fue una parte central de los conciertos en solitario de Jones entre 1999 y 2002.
"No Quarter" se interpretó en el show de reunión de Led Zeppelin en el O2 Arena de Londres el 10 de diciembre de 2007, y se tocó en Do menor para acompañar la voz de Plant.